# SDSS J072957.34+372635.5
SDSS J072957.34+372635.5 ist eine Galaxie im Sternbild Fuhrmann am Nordsternhimmel, die schätzungsweise 816 Millionen Lichtjahre von der Milchstraße entfernt ist. Im selben Himmelsareal befinden sich u. a. die Galaxien NGC 2387 und IC 2190.